# Neudorf (Pegnitz)
Neudorf (oberfränkisch: Naidurf) ist ein Gemeindeteil der Stadt Pegnitz im Landkreis Bayreuth (Oberfranken, Bayern). Neudorf liegt in der Gemarkung Hainbronn.

## Lage
Das Dorf ist zweigeteilt. Die ursprüngliche Siedlung befindet sich westlich der Bundesautobahn 9, eine Neubausiedlung ist östlich der A 9 entstanden. Eine Gemeindeverbindungsstraße führt zur Bundesstraße 2 (1 km östlich) bzw. nach Willenberg zur Kreisstraße BT 41 (1,4 km nördlich). Weitere Gemeindeverbindungsstraßen führen zur B 2 (0,3 km südlich) und zu einer Gemeindeverbindungsstraße bei Nemschenreuth (0,8 km östlich). Westlich von Neudorf befindet sich die Höhle „Alter Keller“, die als Geotop ausgezeichnet ist; vor dem Eingang stehen drei Buchen, die als Naturdenkmal geschützt sind.

## Geschichte
Der Ort wurde 1280 als „Niwendorf“ erstmals schriftlich erwähnt. Die ursprüngliche Siedlung hieß Steckenbühl. Nachdem diese abgebrannt war, wurde in der Nähe das neue Dorf errichtet.
Mit dem Gemeindeedikt (frühes 19. Jahrhundert) wurde Neudorf dem Steuerdistrikt Hainbronn und der Ruralgemeinde Hainbronn zugewiesen. Am 1. Mai 1978 wurde Neudorf im Zuge der Gebietsreform in Bayern nach Pegnitz eingegliedert.